# Kaulonia

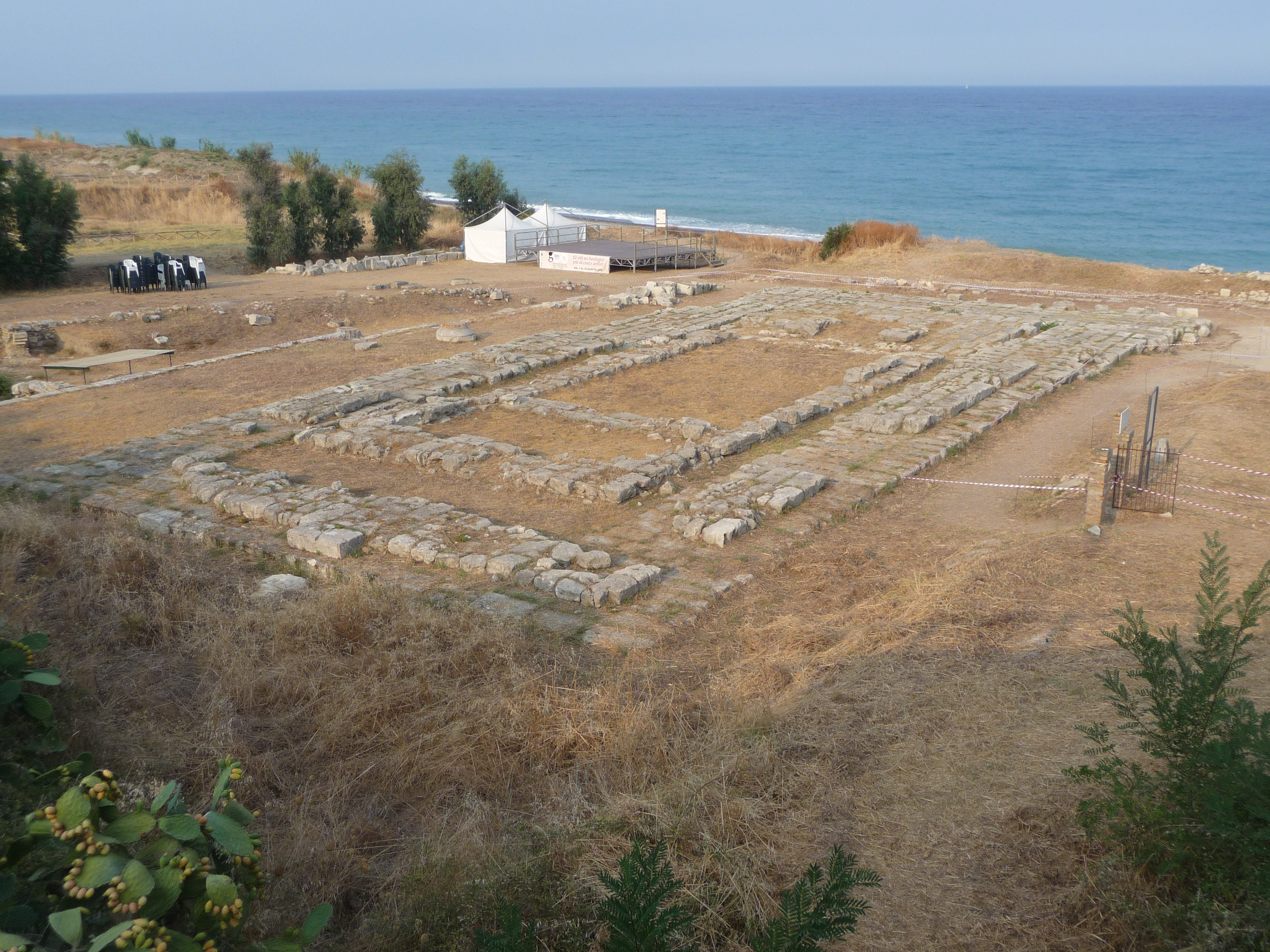
Ruiny świątyni w Kaulonii

Kaulonia – kolonia achajska na południu Italii. Założona w latach 675-650 p.n.e.